# St. Kamillus (Charlottenburg)
Die Kirche St. Kamillus ist ein römisch-katholisches Gotteshaus im Berliner Ortsteil Charlottenburg des Bezirks Charlottenburg-Wilmersdorf, das 1932 geweiht wurde und zusammen mit benachbarten Bauten unter Denkmalschutz steht. Die St.-Kamillus-Kirche befindet sich in Berlin südlich des Schlossparks Charlottenburg am Klausenerplatz 12/13 und war bis 2022 Sitz der gleichnamigen Pfarrgemeinde. Seit 2023 gehört St. Kamillus zur Pfarrei „Märtyrer von Berlin“ im Erzbistum Berlin.

## Geschichte
Die Gemeinde wurde auf Initiative von Bernhard Lichtenberg hin gegründet, nachdem die Herz-Jesu-Kirche, an der er Pfarrer war, zu klein wurde. Bereits vor der Gründung gab es einen Gottesdienst am ersten Weihnachtsfeiertag 1922 in der Aula der Nehring-Grundschule für die spätere Sankt-Kamillus-Pfarrei. Zunächst wurde eine umgebaute ehemalige Reitbahn der Gardekürassiere in der nahegelegenen Magazinstraße als Kapelle zu Ehren des Ordensstifters Camillus von Lellis (1550–1614) am 25. März 1923 geweiht. In der Zwischenzeit wurden ein Pfarrhaus, ein Gemeindesaal und ein Kloster für die Kamillianer, die die Seelsorge übernahmen, in zwei von der Gemeinde erworbenen Häusern am damaligen Friedrich-Karl-Platz 7 und 8 eingerichtet.
Nach Plänen des Architekten Hermann Albert Mohr wurde nach dem Abriss der beiden Häuser Friedrich-Karl-Platz 7 und 8 dort die Sankt-Kamillus-Kirche, eine Kombination aus Kirche, Altersheim, Gemeindesälen, Kindergarten, Kloster und Pfarramt, in den Jahren 1931 und 1932 als vierflügeliger Hochbau errichtet und schließlich am 26. Juni 1932 geweiht. Die Betreuung im Kindergarten und Altersheim wurde bis 1974 durch Schwestern von Unserer Lieben Frau gesichert, danach übernahmen Laien diese Arbeit. Im Jahr 1987 wurde die Pfarr- und Krankenseelsorge durch polnische Patres des Kamillianer-Ordens übernommen.
Am 1. Januar 2023 fusionierte die Pfarrei mit der Pfarrei Herz Jesu zur Pfarrei „Märtyrer von Berlin in Berlin-Charlottenburg“. Zur Pfarrei gehören auch die Kirche St. Thomas von Aquin und die Gedächtniskirche Maria Regina Martyrum. An der Kirche St. Thomas von Aquin ist die Französischsprachige Gemeinde ansässig.

## Ausstattung der Kirche

### Hauptschiff und Apsis
In den 1960er Jahren wurden der Chor, der Kreuzweg und das Chormosaik Pfingsten neu bzw. umgestaltet. Der halbrunde Chor wird durch zwei mal fünf Buntglasfenster in moderner Gestaltung bestimmt. In der Mitte lenkt das Mosaik die Blicke der Kirchenbesucher auf sich. Darunter ist der Tabernakel auf einem dreistufigen Podest aufgestellt.
Der Innenraum der bis heute als Gemeindehaus, Kindergarten und Seniorenheim (betrieben von der Caritas) genutzten Anlage wurde von 1999 bis 2000 komplett renoviert.

### Orgel

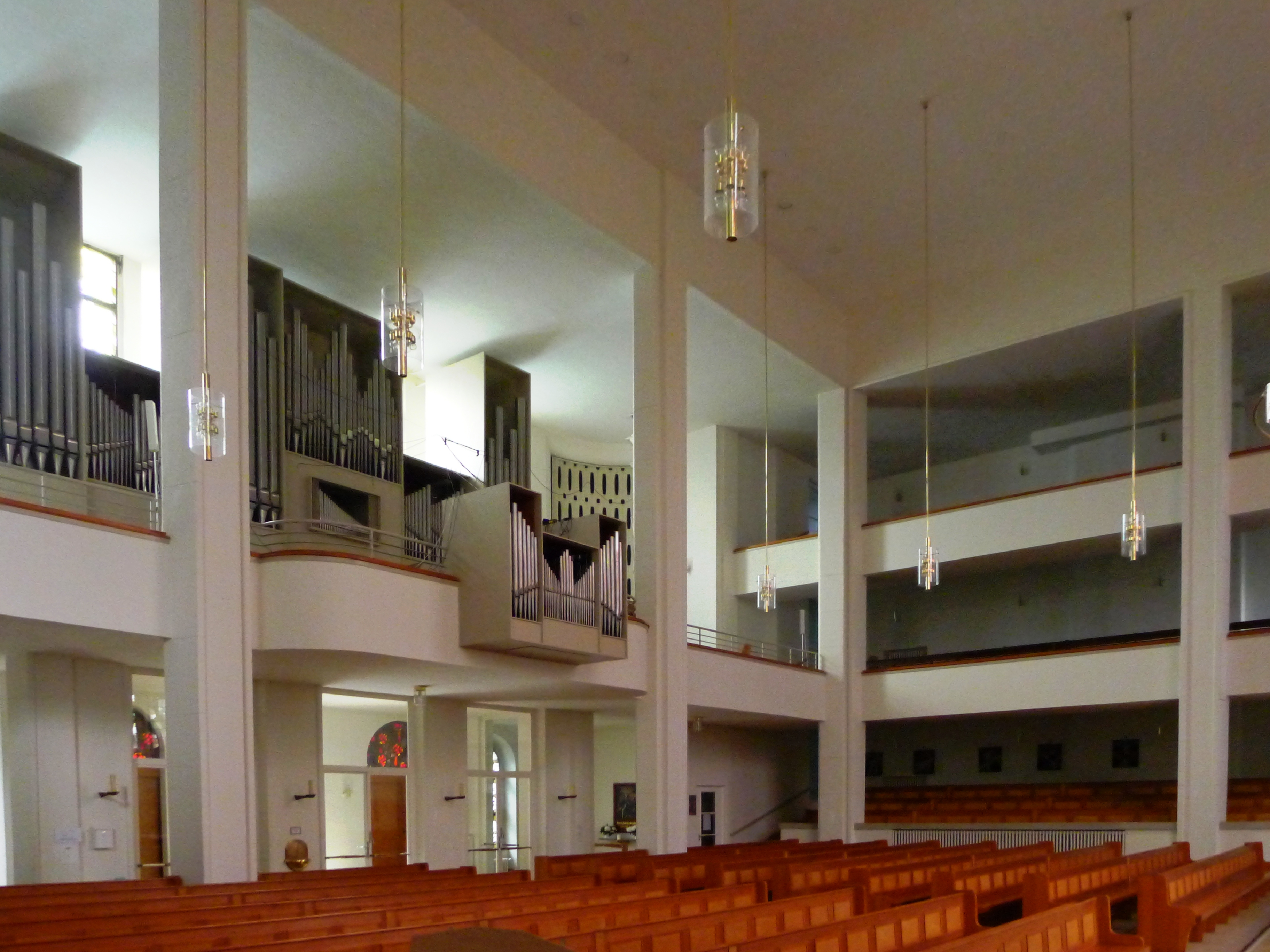
Stockmann-Orgel

Die Orgel wurde 1964 von dem Orgelbauunternehmen Stockmann (Werl) nach einem Dispositionsentwurf von Joseph Ahrens (Berlin) erbaut. Das Instrument hat 51 Register auf vier Manualen und Pedal. Seit 1975 verfügt die Orgel über einen zweiten Spieltisch im Kirchenschiff.
| I Hauptwerk C–a3 |        |
| Prinzipal        | 16′    |
| Prinzipal        | 08′    |
| Pommer           | 08′    |
| Gemshorn         | 08′    |
| Oktave           | 04′    |
| Rohrflöte        | 04′    |
| Quinte           | 02 ⁄3′ |
| Oktave           | 02′    |
| Cornett III      | 02 ⁄3′ |
| Mixtur IV–VI     | 01 ⁄3′ |
| Trompete         | 08′    |

| II Rückpositiv C–a3 |        |
| Rohrflöte           | 08′    |
| Quintade            | 08′    |
| Prinzipal           | 04′    |
| Rohrpfeife          | 02′    |
| Gemsquinte          | 01 ⁄3′ |
| Sifflöte            | 01′    |
| Faberton II         | 04⁄5′  |
| Zimbel              | 01⁄2′  |
| Rankett             | 16′    |
| Krummhorn           | 08′    |
| Tremulant           |        |

| III Schwellwerk C–a3 |         |
| Quintade             | 16′     |
| Prinzipal            | 08′     |
| Rohrgedackt          | 08′     |
| Weidenpfeife         | 08′     |
| Weitprinzipal        | 04′     |
| Blockflöte           | 04′     |
| Nasat                | 02 ⁄3′  |
| Prinzipal            | 02′     |
| Terz                 | 01 3⁄5′ |
| Scharff IV           | 01′     |
| Oberton II           | 02⁄7′   |
| Trompete             | 08′     |
| Tremulant            |         |

| IV Brustwerk C–a3 |     |
| Holzgedackt       | 08′ |
| Koppelflöte       | 04′ |
| Prinzipal         | 02′ |
| Nachthorn         | 02′ |
| Quinte            | 01′ |
| Terzzimbel III    |     |
| Musette           | 08′ |
| Tremulant         |     |

| Pedalwerk C–g1 |         |
| Prinzipal      | 16′     |
| Subbass        | 16′     |
| Gedacktbass    | 08′     |
| Oktave         | 08′     |
| Prinzipal      | 04′     |
| Rohrpommer     | 04′     |
| Weitprinzipal  | 02′     |
| Bassaliquot IV | 05 1⁄3′ |
| Posaune        | 16′     |
| Trompete       | 08′     |
| Trompete       | 04′     |

Die Anlage ist dem Neuen Bauen verpflichtet, wobei Sakral- und Profanbau ineinander verschränkt sind.
Die Kirchenschiffe umfassen die ersten drei Etagen des Gebäudes. Darüber sind – äußerlich deutlich abgesetzt – die Räumlichkeiten für das Seniorenheim angeordnet.
Auf zwei dem Platz zugewandten Ecken des Gebäudes erheben sich quadratische und symmetrisch ausgeführte Glockentürme, hinter den seitlichen Risaliten verbergen sich Treppen und Aufzüge. Die Türme besitzen hochformatige unverkleidete Schallöffnungen und werden mittels eines Flachdachs abgeschlossen. Je ein großes metallenes Kreuz bildet den Abschluss der Türme.
Im Zweiten Weltkrieg wurden die bauzeitlichen Fenster zerstört, 1960 erfolgte der Umbau des Chores durch Werner Klinski. 1979 wurde der Anstrich der ursprünglichen Muschelkalkfassade durchgeführt. Eine umfassende Innenrenovierung erfolgte 1999–2000 durch Korneli.
Die Kirche ist eine querrechteckige dreischiffige Halle mit Emporen auf drei Seiten und halbrundem Chor, beherrscht durch hohe Rundbogen als Stahlskelettbau. Die Fensterverglasung umfasst links Marienthemen, rechts die Vita des Kamillus, 1961–1964 sowie Kreuzweg und Chormosaik Pfingsten von Baur, 1963.

## Tätigkeit

### Kindergarten
Bereits seit Gründung der Sankt-Kamillus-Kirche wird dort auch eine Kindertagesstätte betrieben. Dort werden insgesamt 50 Kinder im Alter von 1 bis 6 Jahren in zwei Gruppen von fünf Erziehern betreut (Stand: 2021). Die Räumlichkeiten umfassen zwei Etagen mit jeweils einem Gemeinschaftsraum und entsprechenden sanitären Einrichtungen.

### Seniorenheim
Das Seniorenheim in Trägerschaft der Caritas-Altenhilfe wird mit insgesamt 40 Einzelzimmern sowohl für konfessionell gebundene als auch für konfessionslose Frauen und Männer betrieben (Stand: Dezember 2011). Es befindet sich auf dem Dach der Kirche und hat einen direkten Zugang zur Empore der Kirche.

### Gottesdienste
Jeden Dienstag, Donnerstag und Freitag findet in der Sankt-Kamillus-Kirche die Heilige Messe um 18.30 Uhr statt, jeden Mittwoch um 15 Uhr. Am Sonnabend ist um 17 Uhr stille Anbetung des Allerheiligsten vollzogen und um 18.30 Uhr die Vorabendmesse gefeiert. Am Sonntag findet um 10 Uhr das Hochamt und um 18.30 Uhr eine Abendmesse statt.